# فياح (اسم)
فَيَّاح هو اسم علم مذكر من أصل عربي، يُستخدم في تسمية الذكور، ويعني **الكريم الفيّاض بعطائه** أو **الشخص كثير السخاء**. الاسم مشتق من الجذر الثلاثي **(ف-ي-ح)**، الذي يدل على الفيض والكرم والسعة في العطاء.

## الاستخدام
يُستخدم الاسم في بعض مناطق شبه الجزيرة العربية، ويُعد من الأسماء العربية الأصيلة، إلا أنه قليل التداول في العصر الحديث. يتميز الاسم بلفظه الفخم ودلالته الإيجابية.

## المعنى اللغوي
في اللغة العربية، يُشتق الاسم من الفعل "فاحَ" أو "فَيَّحَ"، ويُقال "فَيَّاحُ الخَيرِ" أي كثير الخير، كما يُقال "فَيَّاحُ العطرِ" أي منتشر الرائحة، وكلاهما يحمل دلالة الفيض والكثرة.

## وصلات خارجية
- موسوعة السلطان قابوس لأسماء العرب نسخة محفوظة 5 أبريل 2019 على موقع واي باك مشين.